# مونالي
مونالي (بالإيطالية: Monale)‏ هي بلدة وبلدية في مقاطعة أستي في إقليم بييمونتي في جنوب إيطاليا.

## السكان
في سنة 1861 بلغ عدد السكان 1٬001 نسمة، وتطور العدد ليصل في سنة 2011 لـ 1٬026 نسمة.
يظهر هذا المخطط البياني تطور النمو السكاني لـ مونالي